# La Via Campesina

Länder mit mindestens einer Organisation, die Mitglied der Via Campesina-Bewegung ist.

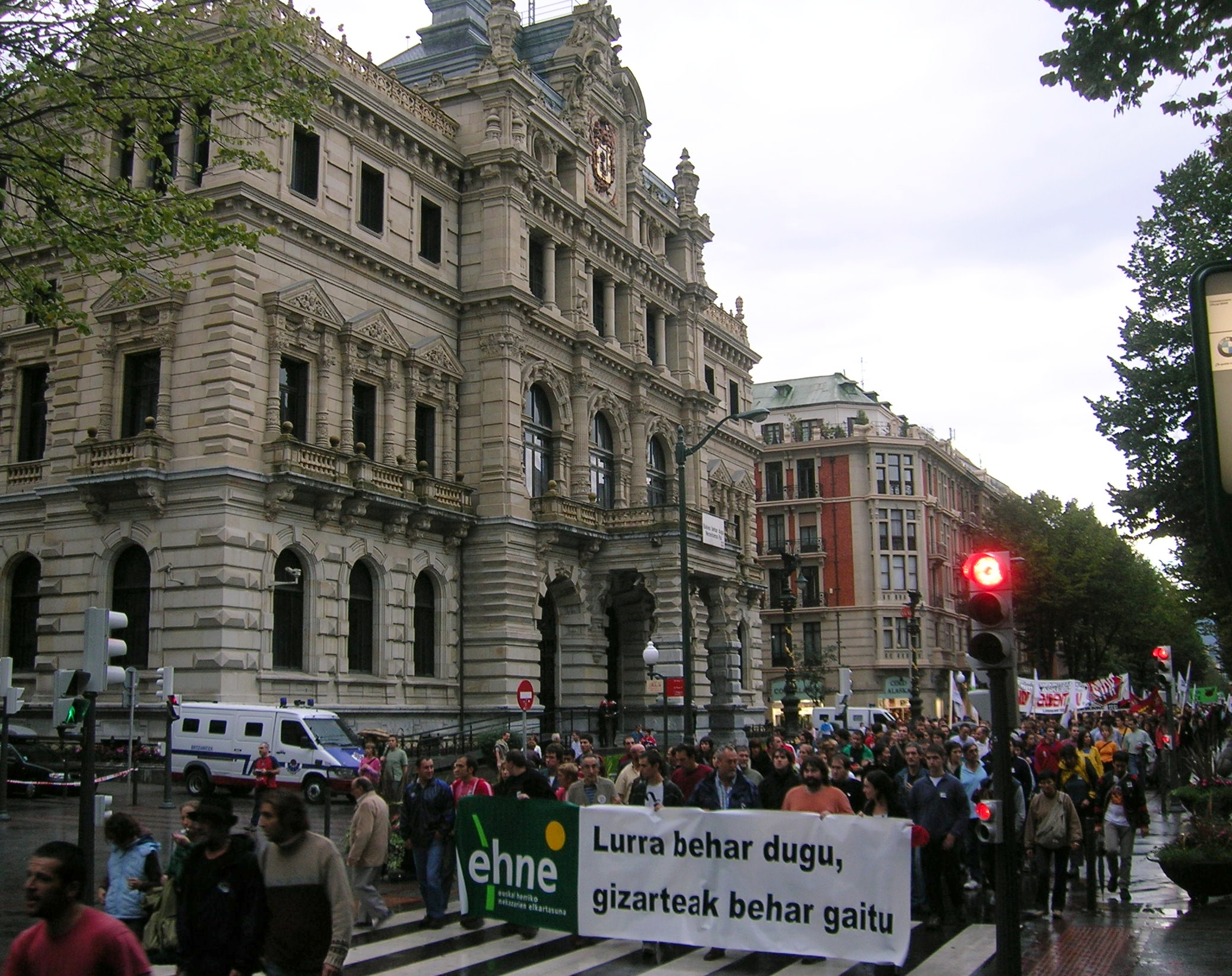
2005 – Gewerkschaftsbanner der Euskal Herriko Nekazarien Elkartasuna während einer Demonstration in Bilbao im Baskenland.

La Via Campesina (LVC) (spanisch la vía campesina, „der bäuerliche Weg“) ist ein internationales Bündnis von Kleinbauern, Landarbeitern, Fischern, Landlosen und Indigenen aus über 80 Ländern. Kleinbauernbewegungen (zunächst vor allem in Brasilien, später Europa, dann global) erkannten Anfang der 1990er Jahre, dass angesichts der Globalisierung der landwirtschaftlichen Märkte und der zunehmenden politischen Macht von Institutionen wie der Welthandelsorganisation (WTO) im Bereich der Landwirtschaft eine ebenfalls global vernetzte Allianz von Bauern und Landarbeitern vonnöten war. Die Organisation wurde 1992 initiiert und 1993 formal gegründet. In der Folge entwickelte sie sich zur größten politischen Bewegung der Welt. Ihr Sitz befindet sich in Jakarta (Indonesien), ihr Generalkoordinator ist Henry Saragih.

## Ziele
Das Ziel von La Via Campesina ist es, der neoliberalen Globalisierung, die die (Über-)Lebenschancen von Millionen Kleinbauern beschnitten und die Situation der Hungernden weltweit verschlechtert hat, eine starke transnationale Bewegung entgegenzustellen. Sie kämpft für eine Umgestaltung des von Konzerninteressen dominierten und auf Profite ausgerichteten globalen Agrar- und Ernährungssystems. Die Via Campesina stellte 1996 das Konzept der Ernährungssouveränität beim Welternährungsgipfel der UN-Landwirtschafts- und Ernährungsorganisation (FAO) vor – als Kritik am Begriff der „Ernährungssicherheit“, der von der FAO geprägt wurde und zahlreiche Fragen ausblendet. Seitdem ist Ernährungssouveränität das politische Leitmotiv einer wachsenden Anzahl von sozialen Akteuren aus den unterschiedlichsten gesellschaftlichen Sektoren. Ernährungssouveränität fragt nach den Machtverhältnissen, in die unser Lebensmittelsystem eingebettet ist, sie fragt nach den Bedingungen der Produktion und Verteilung, sie kümmert sich um die Auswirkungen unserer Produktionsmethoden auf zukünftige Generationen und stellt im Gegensatz zu großen privatwirtschaftlichen Akteuren die Menschen, die Lebensmittel produzieren und konsumieren, in den Mittelpunkt.
In der Organisation zusammengeschlossen sind zum Beispiel die Confédération paysanne in Frankreich, die brasilianische Landlosenbewegung MST, die peruanische Confederación Campesina del Perú, die Arbeitsgemeinschaft bäuerliche Landwirtschaft in Deutschland, die Österreichische Bergbauernvereinigung, Uniterre in der Schweiz und die andalusische Gewerkschaft SAT.
La Via Campesina setzt sich für eine umweltfreundliche, kleinbäuerliche Landwirtschaft ein, für Landreformen und gegen den Einsatz von Gentechnik in der Landwirtschaft.

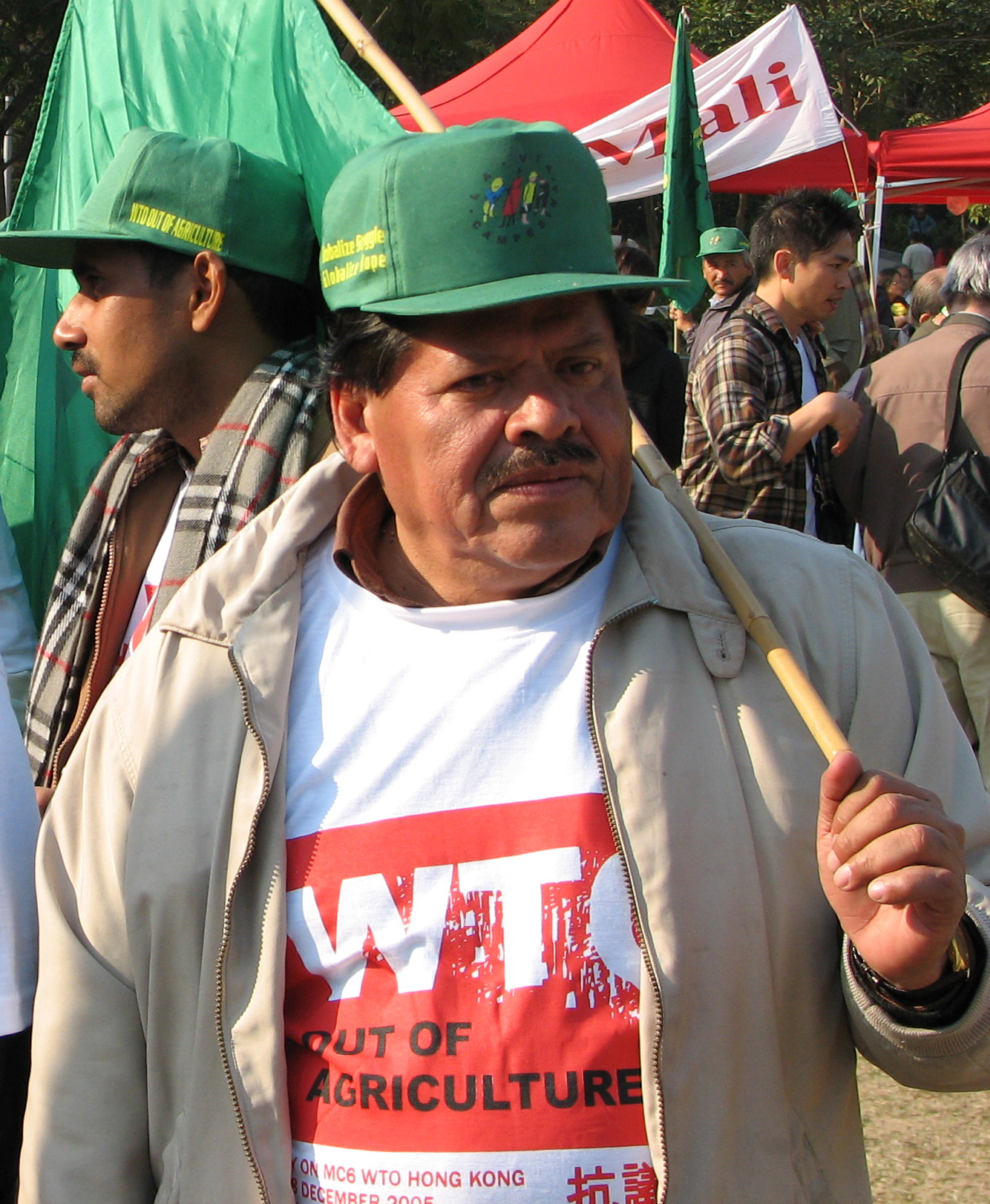
Rafael Alegria, der erster Generalsekretär der Via Campesina während der Demonstration gegen die Welthandelsorganisation in Hongkong im Dezember 2005.

## Geschichte
Die Organisation geht auf die Deklaration von Managua vom 26. April 1992 zurück, formal gegründet wurde sie jedoch auf der ersten Konferenz in Mons 1993. Seitdem hat sie mehrere weitere globale Konferenzen veranstaltet. Der indonesische Bauer Henry Saragih wurde auf seinem vierten Kongress im Juni 2004 in Brasilien Generalkoordinator der internationalen Bauernorganisation Via Campesina und folgte damit Rafael Alegría nach.
- 1. internationale Konferenz: gehalten 1993 in Mons, Belgien (Gründungskonferenz)
- 2. internationale Konferenz: gehalten 1996 in Tlaxcala, Mexiko
- 3. internationale Konferenz: gehalten 2000 in Bangalore, Indien
- 4. internationale Konferenz: gehalten 2004 in São Paulo, Brasilien
- 5. internationale Konferenz: gehalten 2008 in Maputo, Mosambik
- 6. internationale Konferenz: gehalten 2013 in Jakarta, Indonesien
- 7. internationale Konferenz: gehalten 2017 in Derio, Spanien[4]
- 8. internationale Konferenz: gehalten 2023 in Bogotá, Kolumbien